# حنا (بز)
حنا اولین بز تاگ‌سازی شده در ایران است. این بز در ساعت ۰۱:۳۰ روز شنبه ۲۶ فروردین ۱۳۸۸ و پس از گذراندن ۱۴۷ روز کامل حاملگی با انجام عمل سزارین در در پژوهشکده رویان اصفهان متولد شد.

## منبع
1. ↑  «تولد اولین بز شبیه سازی شده در ایران». وبگاه پژوهشکده رویان. دریافت‌شده در ۱۲ جولای ۲۰۰۹.